# Toto Cutugno
Salvatore „Toto“ Cutugno [kutuňo] (7. července 1943 Fosdinovo – 22. srpna 2023 Milán) byl italský zpěvák a skladatel populární hudby. Celosvětově proslul svým hity L'Italiano (znám též jako Lasciatemi cantare či Un Italiano Vero), Solo Noi, Serenata nebo Soli. S více než 100 miliony prodanými deskami se jedná o nejúspěšnějšího italského hudebního umělce. V sedmdesátých a osmdesátých letech se dostal na vrchol hitparád, a to jak jako interpret vlastních písní, tak jako skladatel hudby pro jiné interprety (Mireille Mathieu, Johnny Hallyday, Dalidu). Zúčastnil se 15 ročníků hudebního festivalu v Sanremu (je držitelem rekordu), s písní Solo noi jej dokonce v roce 1980 celý vyhrál. 
V roce 1990 zvítězil v Eurovizi s písní Insieme: 1992, jako druhý ze tří italských umělců, kteří kdy v Eurovizi zvítězili. Vítězná píseň Insieme: 1992 je věnována snu o sjednocené Evropě bez hranic pod jednou vlajkou. Píseň zapadla přesně do euforické atmosféry po pádu Berlínské zdi.
Začínal jako bubeník. Založil kapelu Albatros, později se vydal na sólovou dráhu. 
Cutugno je považován za symbol italské hudby v zahraničí i v Itálii a stal se hlavním umělcem, který reprezentoval italskou hudbu ve zbytku Evropy. Díky své vysoké popularitě koncertoval až do konce života po celé Evropě, v Česku hrál naposledy v květnu 2019. V roce 1982 vystoupil na československém festivalu Bratislavská lyra. Popularitu jeho melodií v 80. letech v Česku zvýšil i parodický projekt Karla Šípa a Jaroslava Uhlíře Triky a pověry.
Značné oblibě se Cutugno těšil také v Rusku – jeho alba byla vydávána i v SSSR, počínaje albem L'italiano v roce 1983. V roce 2013 vystoupil na italském festivalu v Sanremu se svým hitem Lasciatemi cantare po boku Alexandrovců, podobně jako již dříve v Moskvě (2009). Tyto okolnosti zřejmě vedly k tomu, že se v březnu 2019 dostal do sporu s některými představiteli ukrajinské vlády, kteří jej před chystaným koncertem v Kyjevě zařadili na „černou listinu“, ač koncert nakonec odehrál. Cutugno na druhou stranu dle vlastních slov prý odmítl ruské pozvání na několik vystoupení na Krymu.
Zemřel 22. srpna 2023 v Miláně na rakovinu prostaty ve věku 80 let.

## Diskografie
- Albatros (1976)
- Come ieri, come oggi, come sempre (1978)
- La mia musica (1981)
- L'italiano (1983)
- Azzura malinconia (1986)
- Voglio l'anima (1987)
- Innamorata, innamorato, innamorati (1987)
- Mediterraneo (1987)
- Toto Cutugno (1990)
- Insieme 1992 (1990)
- Non è facile essere uomini (1992)
- Voglio andare a vivere in campagna (1995)
- Canzoni nascoste (1997)
- Il treno va (2002)
- Cantando (2004)
- Come noi nessuno al mondo (2005)
- Un falco chiuso in gabbia (2008)
- I Miei Sanremo (2010)